# L5 (gruppo musicale)
L5 era il nome di una girlband francese formatosi attraverso la prima stagione del programma televisivo Popstars in Francia.

## Storia
Le ragazze scelte, che hanno composto il gruppo, furono Claire Litvine, Coralie Gelle, Alexandra Canto, Marjorie Parascandola e Lidy Joseph.
Il gruppo debuttò nel 2001 con il singolo Toutes les femmes de ta vie che riuscì a raggiungere la prima posizione nelle classifiche francesi. Al singolo seguì l'omonimo album di debutto L5 che si rivelò un successo riuscendo ad aggiudicarsi anche un disco di platino.
Successivamente venne estratto un secondo singolo dal titolo Une Étincelle, anche questo ottenne un ottimo successo, e a quest'ultimo seguì un terzo intitolato Question de survie che ottenne invece minor successo.
Nel 2002 il gruppo ritorna sulle scene con il secondo album Retiens-Moi. Dall'album vengono estratti vari singoli come Aime, Retiens-Moi, il brano in inglese Maniac e Reste Encore. Anche questo album si rivela un successo e nel 2004 il gruppo pubblicò anche un album live dal titolo Le Live.
Le ragazze spinte dal successo dei due primi album, nel 2005 pubblicarono il terzo album intitolato Turbulences da cui vennero estratti i singoli Déconnecter e À Ta Liberté. L'album venne ben acclamato dalla critica ma nonostante ciò le vendite furono inferiori ai precedenti lavori del gruppo. In seguito le ragazze decisero di sciogliersi e di continuare ognuna per la propria strada. Per dare l'ultimo saluto ai fan prima dello scioglimento le ragazze nel 2006 pubblicarono la raccolta Best Of con il singolo inedito Walk Like An Egyptian.
Il gruppo si sciolse ufficialmente nel 2007. Dopo lo scioglimento Lidy intraprese una carriera solista con il suo vero nome, ovvero Lousy Joseph. Successivamente Marjorie lanciò una carriera solista con lo pseudonimo di Margie Nelson, così come Claire come Claire L.
Nel 2014 Marjorie e Alexandra si riuniscono in un duo musicale chiamato Elles 2 e il 16 dicembre 2014 viene pubblicato il loro primo singolo Tout conte fait et Rick.

## Membri
- Canto Alexandra (Alex Dana), nato il 26 giugno 1978, a Marsiglia
- Claire Litvine (Claire L.), nato il 4 aprile 1972 a Pau
- Coralie Gelle (Coraly Emoi), nato il 7 ottobre 1977 a Bressuire
- Louisy Joseph, nato il 14 aprile 1978 a Lione
- Marjorie Parascandola (Margie Nelson), nato l'8 ottobre 1980 a Pierrelatte

## Discografia

### Album
- 2001 – L5
- 2002 – Retiens-moi
- 2005 – Turbulences

### Album live
- 2004 – Le Live

### Raccolte
- 2006 – Best-Of

### Singoli
- 2001 – Toutes les femmes de ta vie
- 2002 – Une étincelle
- 2002 – Question de survie
- 2002 – Aime
- 2002 – Retiens-moi
- 2003 – Maniac
- 2003 – Reste encore
- 2005 – Déconnecter
- 2005 – À ta liberté
- 2006 – Walk like an Egyptian

### DVD
- 2002: Comment Devenir Popstars (l'histoire vraie du groupe)
- 2004: Le Live